# Forteresse de Velimir à Ključ
Les ruines de la forteresse de Velimir à Ključ (en serbe cyrillique : Велимирови двори у Кључу ; en serbe latin : Velimirovi dvori u Ključu) sont situées à Ključ, dans la municipalité de Mionica et dans le district de Kolubara, en Serbie. Elles sont inscrites sur la liste des monuments culturels protégés de la République de Serbie (identifiant no SK 254).

## Présentation
Les vestiges de la forteresse de Velimir sont composés d'une enceinte inégalement préservée d'environ 40 m de long, d'une église en ruine située à l'est de la murailles, de vestiges de konaks et de quelques autres bâtiments. La croyance populaire associe le site au knèze légendaire Velimir qui était le vassal du sultan Soliman le Magnifique lors du siège de Belgrade de 1521[réf. nécessaire].
L'église, qui est l'édifice le plus ancien de l'ensemble, remonte au XVe siècle. Elle est constituée d'une nef unique avec un narthex, un chœur et une abside ; une chapelle lui a été adjointe au nord. L'église, construite en pierres, mesure, 12 m sur 6 m ; le narthex, presque carré, mesure 7 m sur 8. Les façades extérieures sont décorées de fragments de fresques .
Sur le site de la forteresse, les fouilles archéologiques ont permis de mettre au jour des matériaux datant d'environ 5 000 ans.